# Snézhinsk
Snézhinsk (Снежинск) es una ciudad cerrada del óblast de Cheliábinsk, en Rusia. En la ciudad se encuentra un importante centro de investigación nuclear.

## Geografía
Snézhinsk está situada en las estribaciones orientales de los Urales medios entre los lagos Sinara, Silach, Sungul e Itkul. La ciudad en sí está ubicada en la orilla sur del lago Sinara. Se encuentra a 22 km al norte de Kaslí, a 32 km al este de Verjni Ufaléi y a 111 km al noroeste de Cheliábinsk.

## Historia
La ciudad fue fundada el 23 de mayo de 1957 alrededor de un centro de investigación científica muy importante para la Unión Soviética, conocido en la actualidad por el acrónimo de VNIITF. Es el segundo que se dedica al programa nuclear en Rusia, el primero esta en Sarov (Arzamas-16). La ubicación de la ciudad fue elegida en los Urales - en la región económica industrializado lejos de la frontera estatal de la URSS, a 105 km de Sverdlovsk (ahora Ekaterimburgo) y 123 km de Cheliábinsk a una distancia de 10 km de la carretera de Sverdlovsk-Cheliábinsk. El área dentro de la formación administrativo-territorial es de 35,736 hectáreas. Snezhinsk se encuentra cerca de la ciudad cerrada de Oziorsk sede de la empresa estatal para la producción de componentes de armas nucleares, isótopos y el almacenamiento y el reprocesamiento del combustible nuclear irradiado (complejo nuclear Mayak).
El primer núcleo de la empresa formadora de ciudades se ubicó en un lugar pintoresco entre los lagos de los Urales: Sungul, Silach, etc. Más tarde, se cerró (desde el 31 de marzo de 2009 se retiró la protección), la zona se denominó «21 sitios» (21 площадка).
El primer director científico y diseñador jefe del centro nuclear fue Kirill Ivánovich Shcholkin.
La ciudad se llamó al principio Kaslí, después, en 1959, Cheliábinsk-50 y en 1966 Cheliábinsk-70. Finalmente recibió el nombre de Snézhinsk y el estatus de ciudad el 1993.